# Danmarks Idrætsforbund
 For alternative betydninger, se DIF (flertydig). (Se også artikler, som begynder med DIF)
Danmarks Idrætsforbund (eller DIF) er en samlende organisation for både elite- og breddeidræt og/eller sport på foreningsniveau i Danmark.
DIF er hovedorganisation for 62 specialforbund med 8.488 foreninger og i alt 2.076.213 medlemmer fordelt på 869.044 piger og kvinder, 1.205.222 drenge og mænd samt 1.947 børn og voksne med anden kønsidentitet (2023).
DIF er også ansvarlig for den danske deltagelse ved de Olympiske lege (OL) som Danmarks Olympiske Komité – internationalt anvendes navnet National Olympic Committee and Sports Confederation of Denmark.

## DIF's historie

### Stiftelse og formål
Danmarks Idrætsforbund blev stiftet den 14. februar 1896 efter initiativ af Eugen Schmidt. Formålet med oprettelsen var at skabe ordnede forhold for idrætten og på den måde finde ud af, hvordan idræt burde organiseres. Man ønskede at danne ensartede amatør- og konkurrenceregler samt etablere en organisation, der kunne varetage idrættens interesser overfor de offentlige myndigheder.

### Organisation og medlemstal
Forbundet bestod i begyndelsen af et specialforbund (Dansk Boldspil-Union), 18 idrætsforeninger med et samlet medlemstal på 5.000, og det var repræsenteret i ni forskellige idrætsgrene (skydning, fodbold, kricket, boksning, brydning, rosport og atletik). DIF, som i de først mange år var forbeholdt folk i arbejde, tilbød først idræt for arbejdsledige i 1933-34. Fra oprindeligt at have været en organisation for foreninger blev DIF i 1903 ændret til at være en organisation for specialforbund. Prioriteringen af fælles amatør- og konkurrenceregler blev opgivet i 1925, og specialforbundene har siden selv udformet reglerne.
Medlemstallet blev i perioden fra 1937 til 1945 næsten fordoblet fra 183.000 aktive medlemmer til 328.695 registrerede medlemmer i 3.705 foreninger. I 1975 kom det op på 1.191.629 medlemmer, og i 2023 var medlemstallet steget til 2.076.213 medlemmer og 8.488 foreninger.

### Økonomi og protektion
DIF modtog sit første årlige økonomiske statstilskud på 3.000 kr. i 1903, hvilket steg til 35.100 kr. i 1938. Folketinget vedtog Tipsloven i 1948, hvilket medførte at DIF fik 117.400 kr. i tipstilskud. Med Fritidslovens vedtagelse i 1968 (afløst af Folkeoplysningsloven i 1990) og senere lotto-loven fik idrætsforeningerne adgang til de kommunale kasser. I 2005 var DIFs grundstøtte fra tipsmidlerne steget til godt 264 millioner (27 pct.).
I 1905 blev daværende kronprins Christian protektor for DIF – en protektion som sidenhen er blevet overtaget af andre medlemmer af den kongelige familie. I dag (2024) er Hans Majestæt Kong Frederik X protektor for DIF.

### Danmarks Olympiske Komité (DOK) og andre organiseringer
DOK blev stiftet i 1905 med det formål at varetage den danske deltagelse i de olympiske lege som en selvstændig komité. I 1993 blev Danmarks Olympiske Komité en integreret del af Dansk Idræts-Forbund, som tog navneforandring til Danmarks Idræts-Forbund. Kai Holm, der både havde været formand for DIF siden 1983 og næstformand for DOK i perioden 1983-1992, fortsatte efterfølgende som formand for den sammenlagte organisation. I 1997 overgik formandsposten - fra at være en ulønnet bibeskæftigelse ved siden af det civile arbejde - til at være et fuldtidsjob med løn.
DIF stiftede i 1959 Idrættens Forskningsråd. Idrættens Fællesråd blev dannet i 1967 i et samarbejde mellem DIF og DDGU og DDSG&I (i 1992 fusioneret til Danske Gymnastik- & Idrætsforeninger – DGI). I 1976 kom idrætten over i Kulturministeriet, og Team Danmark blev etableret i 1984 med det formål at varetage den overordnede planlægning af eliteidrætten i Danmark.

### Idrætsblade
Tidsskrift for Sport var Danmarks første idrætsblad. Det blev stiftet i 1884 af Viktor Hansen, som siden blev DIF's første formand. Viktor Hansen var bladets hovedredaktør fra bladets stiftelse til 1892. DIF's eget officielle magasin, 'Idrætsliv' blev grundlagt i 1951, men magasinet har rødder helt tilbage til 1922, hvor DIF første gang udgav tidsskriftet Officielle meddelelser. Magasinet har fokus på idrættens vilkår, rammer og kultur. Det har et oplag på ca. 15.000 eksemplarer (i 2023) og sendes ud til alle formænd for DIF's næsten 9.000 idrætsforeninger. Derudover modtager specialforbund, haller, klubhuse, beslutningstagere i stat, regioner og kommuner magasinet fast.

### Forbund
I 1903 gik DIF fra at være en organisation, der bestod af foreninger til at være en organisation, der bestod af forbund. Organisationen optog nemlig i begyndelsen ethvert dansk amatørforbund, hvis formål blev skønnet som værende fremmende for dansk idræt uden at det påvirkede de eksisterende forbunds interesser, samt foreninger, såfremt der ikke fandtes et forbund for den pågældende idrætsgren. Således blev Københavns Golfklub medlem af DIF, da Dansk Golf Union (DGU) ikke blev grundlagt før 1931. I dag optages kun forbund, som i første omgang bliver optaget som associeret DIF-forbund under en række vilkår, før man opnår status som et specialforbund og anerkendes som en idræt af DIF. Som fuldgyldigt medlem opnår man mere i tilskud udregnet efter den såkaldte fordelingsnøgle på baggrund af en række nøgletal, hvor DIF dog stiller som betingelse at det pågældende forbund vedtager en breddepolitik, og man får stemmeret ved bl.a. valg af ny formand for DIF.

### Ingen fusion med DGI
I 10. juni 2008 blev det offentliggjort, at DIF og Danske Gymnastik- og Idrætsforeninger havde planer om en fusion af de to forbund, men 4. oktober samme år måtte planerne opgives på grund af modstand hos nogle af DIFs specialforbund.

## DIF's formænd
Siden stiftelsen af DIF i 1896 har der været 14 formænd (pr. 1. april 2023), hvor Kai Holm har været den længst siddende med 24 år på formandsposten.
I nedenstående oversigt fremgår navnene på de personer, der har været formænd i DIF, og perioden for deres formandskab.
| Formænd i DIF fordelt på periode (årstal) og formandens navn | Formænd i DIF fordelt på periode (årstal) og formandens navn |
| Formandsperiode (årstal)                                     | Formandens navn                                              |
| ------------------------------------------------------------ | ------------------------------------------------------------ |
| 2021-                                                        | Hans Natorp                                                  |
| 2007-2021                                                    | Niels Nygaard                                                |
| 1983-2007                                                    | Kai Holm                                                     |
| 1978-1983                                                    | Svend O. Hansen                                              |
| 1969-1978                                                    | Kurt Møller                                                  |
| 1962-1968                                                    | Gudmund Schack                                               |
| 1947-1962                                                    | Leo Frederiksen                                              |
| 1941-1947                                                    | Herbert Sander                                               |
| 1922-1941                                                    | Holten Frederik Castenschiold                                |
| 1909-1922                                                    | Johan Ludvig Nathansen                                       |
| 1901-1909                                                    | Fritz Hansen                                                 |
| 1899-1901                                                    | Niels V. Holbek                                              |
| 1897-1899                                                    | Holger Forchhammer                                           |
| 1896-1897                                                    | Viktor Hansen                                                |

## Specialforbund
Danmarks Idrætsforbund er en paraplyorganisation for 62 specialforbund. I
nedenstående oversigt ses navnene på specialforbundene med angivelse af deres forkortelser, aktiviteter, antal foreninger og antal medlemmer i 2023.
| Specialforbund i DIF fordelt på navn, forkortelse, aktivitet, antal foreninger og antal medlemmer (2023) | Specialforbund i DIF fordelt på navn, forkortelse, aktivitet, antal foreninger og antal medlemmer (2023) | Specialforbund i DIF fordelt på navn, forkortelse, aktivitet, antal foreninger og antal medlemmer (2023) | Specialforbund i DIF fordelt på navn, forkortelse, aktivitet, antal foreninger og antal medlemmer (2023) | Specialforbund i DIF fordelt på navn, forkortelse, aktivitet, antal foreninger og antal medlemmer (2023) |
| Navn | Forkortelse                                                                                              | Aktivitet                                                                                                | Foreningstal                                                                                             | Medlemstal                                                                                               |
| --- | --- | --- | --- | --- |
| Badminton Danmark                                                                                        | BD | Badminton                                                                                                | 705 | 88.476                                                                                                   |
| Bordtennis Danmark                                                                                       | DBTU | Bordtennis                                                                                               | 168 | 9.717 |
| Bueskydning Danmark                                                                                      | DBSF | Bueskydning                                                                                              | 65 | 3.102 |
| Danmarks Basketball-Forbund                                                                              | DBBF | Basketball                                                                                               | 138 | 21.280                                                                                                   |
| Danmarks Bokse-Union                                                                                     | DaBU | Boksning                                                                                                 | 109 | 12.638                                                                                                   |
| Danmarks Bowling Forbund                                                                                 | DBwF | Bowling                                                                                                  | 132 | 3.481 |
| Danmarks Brydeforbund                                                                                    | DB | Brydning                                                                                                 | 27 | 1.691 |
| Danmarks Cykle Union                                                                                     | DCU | Cykling                                                                                                  | 313 | 30.062                                                                                                   |
| Danmarks Gymnastik Forbund                                                                               | DGF | Gymnastik Fitness                                                                                        | 454 | 225.601                                                                                                  |
| Danmarks Ishockey Union                                                                                  | DIU | Ishockey                                                                                                 | 17 | 6.110 |
| Danmarks Motor Union                                                                                     | DMU | Motorsport (to hjul)                                                                                     | 76 | 7.895 |
| Danmarks Skiforbund                                                                                      | DSkiF | Skiløb                                                                                                   | 46 | 13.299                                                                                                   |
| Dans Danmark                                                                                             | DS | Dans | 133 | 7.045 |
| Dansk Amerikansk Fodbold Forbund                                                                         | DAFF | Amerikansk fodbold                                                                                       | 54 | 4.132 |
| Dansk Arbejder Idrætsforbund1                                                                            | DAI | Mange | 675 | 71.137                                                                                                   |
| Dansk Atletik Forbund                                                                                    | DAF | Atletik Gang Løb                                                                                         | 230 | 30.432                                                                                                   |
| Dansk Automobil Sports Union                                                                             | DASU | Automobilsport (4 hjul)                                                                                  | 91 | 8.522 |
| Dansk Boldspil-Union                                                                                     | DBU | Fodbold                                                                                                  | 1.509 | 373.501                                                                                                  |
| Dansk Cricket-Forbund                                                                                    | DCF | Cricket                                                                                                  | 39 | 2.151 |
| Dansk Curling Forbund                                                                                    | DCuF | Curling                                                                                                  | 14 | 633 |
| Dansk Dart Union                                                                                         | DDarU | Dart | 139 | 4.020 |
| Dansk Faldskærms Union                                                                                   | DFU | Faldskærmsudspring                                                                                       | 21 | 2.905 |
| Dansk Forening for Rosport                                                                               | DFfR | Roning                                                                                                   | 147 | 15.508                                                                                                   |
| Dansk Fægte-Forbund                                                                                      | DFF | Fægtning                                                                                                 | 41 | 1.462 |
| Dansk Golf Union                                                                                         | DGU | Golf | 182 | 165.237                                                                                                  |
| Dansk Hanggliding og Paragliding Union                                                                   | DHPU | Hanggliding Paragliding                                                                                  | 13 | 623 |
| Dansk Hockey Union                                                                                       | DHU | Hockey                                                                                                   | 11 | 932 |
| DanskHåndbold                                                                                            | DHF | Håndbold                                                                                                 | 714 | 107.666                                                                                                  |
| Dansk Judo og Ju-Jitsu Union                                                                             | DJU | Judo Ju-jitsu                                                                                            | 83 | 5.450 |
| Dansk Kano og Kajak Forbund                                                                              | DKF | Kano Kajak                                                                                               | 207 | 24.010                                                                                                   |
| Dansk Karate Forbund                                                                                     | DKarF | Karate                                                                                                   | 117 | 10.229                                                                                                   |
| Dansk Kegle Forbund                                                                                      | DKeF | Kegle | 61 | 2.807 |
| Dansk Kickboxing Forbund                                                                                 | DKF | Kickboxing Thaiboxing                                                                                    | 26 | 2.499 |
| Dansk Klatreforbund                                                                                      | DKlaF | Klatring                                                                                                 | 91 | 11.823                                                                                                   |
| Dansk Militært Idrætsforbund1                                                                            | DMI | Mange | 41 | 15.142                                                                                                   |
| Dansk Minigolf Union                                                                                     | DMgU | Minigolf                                                                                                 | 30 | 1.748 |
| Dansk Orienterings-Forbund                                                                               | DOF | Orientering                                                                                              | 72 | 6.565 |
| Dansk Petanque Forbund                                                                                   | DPF | Petanque                                                                                                 | 65 | 2.843 |
| Dansk Ride Forbund                                                                                       | DRF | Ridning                                                                                                  | 492 | 62.228                                                                                                   |
| Dansk Rugby Union                                                                                        | DRU | Rugby | 20 | 2.043 |
| Dansk Sejlunion                                                                                          | DSejlU                                                                                                   | Sejlsport                                                                                                | 248 | 54.281                                                                                                   |
| Dansk Skytte Union (Skydesport Danmark)                                                                  | DSkyU | Skydning                                                                                                 | 353 | 31.506                                                                                                   |
| Dansk Skøjte Union                                                                                       | DSkøU | Skøjteløb                                                                                                | 20 | 3.648 |
| Dansk Softball Forbund                                                                                   | DSoF | Softball                                                                                                 | 15 | 998 |
| Dansk Sportsdykker Forbund                                                                               | DSpF | Sportsdykning                                                                                            | 126 | 6.952 |
| Dansk Squash Forbund                                                                                     | DSqF | Squash                                                                                                   | 40 | 4.272 |
| Dansk Styrkeløft Forbund                                                                                 | DSF | Styrkeløft                                                                                               | 66 | 4.499 |
| Dansk Svæveflyver Union                                                                                  | DSvU | Svæveflyvning                                                                                            | 29 | 2.172 |
| Dansk Taekwondo Forbund                                                                                  | DTaF | Taekwondo                                                                                                | 104 | 7.069 |
| Dansk Tennis Forbund                                                                                     | DTF | Tennis Padel                                                                                             | 272 | 77.975                                                                                                   |
| Dansk Vandski & Wakeboard Forbund                                                                        | DVWF | Vandski Wakeboad                                                                                         | 31 | 2.631 |
| Dansk Vægtløftnings-Forbund                                                                              | DVF | Vægtløftning                                                                                             | 45 | 11.275                                                                                                   |
| Den Danske Billard Union                                                                                 | DDBU | Billard                                                                                                  | 292 | 10.684                                                                                                   |
| Floorball Danmark                                                                                        | FD | Floorball                                                                                                | 151 | 9.165 |
| KFUMs Idrætsforbund1                                                                                     | KFUM Idræt                                                                                               | Mange | 128 | 4.881 |
| Moderne Femkamp Danmark                                                                                  | DMF | Moderne femkamp                                                                                          | 4 | 88 |
| Parasport Danmark1                                                                                       | DHIF | Idræt for mennesker med handicap eller særlige behov                                                     | 497 | 5.874 |
| Rullesport Danmark                                                                                       | | Rulleskøjte                                                                                              | 79 | 7.822 |
| Surf & Sup Danmark                                                                                       | DRSU | Surf SUP                                                                                                 | 76 | 3.953 |
| SvømDanmark                                                                                              | SVØM | Svømning                                                                                                 | 291 | 183.281                                                                                                  |
| Triatlon Danmark                                                                                         | DTriF | Triatlon                                                                                                 | 81 | 4.433 |
| Volleyball Danmark                                                                                       | DVBF | Volleyball                                                                                               | 282 | 17.727                                                                                                   |